# Пола Леггетт Чейз
Пола Леггетт Чейз (англ. Paula Leggett Chase; нар. 2 вересня 1961, Евансвіл, США) — американська театральна та кіноакторка. 

## Біографія
Пола Леггетт Чейз народилася 2 вересня 196й року в Евансвілі. 

## Фільмографія
- Незабутнє (2011)
- 30 потрясінь (2011-2013)

## Нагороди та номінації
| Нагорода          | Рік  | Категорія                  | Вистава                      | Результат |
| ----------------- | ---- | -------------------------- | ---------------------------- | --------- |
| Drama Desk Awards | 2020 | найкраща акторка в мюзиклі | "The Unsinkable Molly Brown" | Номінація |